# (Forever) Live and Die
(Forever) Live and Die è un singolo del gruppo synth pop britannico Orchestral Manoeuvres in the Dark, pubblicato nel 1986 ed estratto dall'album The Pacific Age.

## Tracce
- 7"

1. (Forever) Live and Die – 3:36
2. This Town – 3:44